# Arto Jääskeläinen
Arto Juhani Jääskeläinen (ur. 9 października 1960 w Orimattila) – fiński biathlonista, olimpijczyk. W Pucharze Świata zadebiutował w sezonie 1981/1982. W indywidualnych zawodach tego cyklu nigdy nie stanął na podium, jednak 7 marca 1986 roku w Lahti wspólnie z kolegami z reprezentacji zajął trzecie miejsce w sztafecie. W 1982 roku wystąpił na mistrzostwach świata w Mińsku, gdzie zajął 38. miejsce w sprincie i ósme w sztafecie. Najlepsze wyniki osiągnął jednak podczas mistrzostw świata w Oslo w 1986 roku, zajmując 21. miejsce w biegu indywidualnym i czwarte w sztafecie. W 1984 roku brał udział w igrzyskach olimpijskich w Sarajewie, zajmując 16. miejsce w biegu indywidualnym i siódme w sztafecie. Na rozgrywanych cztery lata później igrzyskach w Calgary, uplasował się na 58. pozycji biegu indywidualnym i dwunastej w sztafecie.

## Osiągnięcia

### Igrzyska olimpijskie
| Rok  | Miejscowość | Konkurencje | Konkurencje | Konkurencje | Konkurencje | Konkurencje | Konkurencje | Konkurencje |
| Rok  | Miejscowość | IN          | SP          | PU          | MS          | RL          | MR          | SR          |
| ---- | ----------- | ----------- | ----------- | ----------- | ----------- | ----------- | ----------- | ----------- |
| 1984 | Sarajewo    | 16.         | –           | nd.         | nd.         | 7.          | nd.         | –           |
| 1988 | Calgary     | 58.         | –           | nd.         | nd.         | 12.         | nd.         | –           |

### Mistrzostwa świata
| Rok  | Miejscowość | Konkurencje | Konkurencje | Konkurencje | Konkurencje | Konkurencje | Konkurencje | Konkurencje |
| Rok  | Miejscowość | IN          | SP          | PU          | MS          | RL          | MR          | SR          |
| ---- | ----------- | ----------- | ----------- | ----------- | ----------- | ----------- | ----------- | ----------- |
| 1982 | Mińsk       | –           | 38.         | nd.         | nd.         | 8.          | nd.         | –           |
| 1985 | Ruhpolding  | –           | –           | nd.         | nd.         | 7.          | nd.         | –           |
| 1986 | Oslo        | 21.         | –           | nd.         | nd.         | 4.          | nd.         | –           |

### Puchar Świata

#### Miejsca w klasyfikacji generalnej
| Sezon     | Miejsce |
| --------- | ------- |
| 1981/1982 | ?       |
| 1983/1984 | ?       |
| 1984/1985 | ?       |
| 1985/1986 | 34.     |
| 1986/1987 | ?       |
| 1987/1988 | 52.     |

#### Miejsca na podium chronologicznie
Jääskeläinen nigdy nie stanął na podium indywidualnych zawodów PŚ.